# Rotunda (Zamość)
Rotunda – część miasta Zamościa w województwie lubelskim. Nazwę bierze od Rotundy Zamojskiej, działobitni z lat 1825–1831, jednego z elementów fortyfikacji obronnej Twierdzy Zamość.
Leży w centralnej części miasta, wzdłuż Drogi Męczenników Rotundy. Stanowi południową odnogę zamojskiej dzielnicy Stare Miasto.